# Clara Galinari
Clara Galinari (Rio de Janeiro, 1.º de maio de 2008) é uma atriz brasileira. Ficou conhecida nacionalmente ao interpretar a Priscila na novela Espelho da Vida.

## Filmografia

### Televisão
| Ano  | Título          | Papel                    | Nota                    |
| ---- | --------------- | ------------------------ | ----------------------- |
| 2018 | Espelho da Vida | Priscila Ferraz Dutra    |                         |
| 2018 | Espelho da Vida | Teresa Monteiro Castelo  |                         |
| 2019 | Super Chefinhos | Participante             | Temporada 5             |
| 2019 | Amor de Mãe     | Brenda Barros dos Santos |                         |
| 2021 | Gênesis         | Leora (criança)          | Fase: Jornada de Abraão |
| 2022 | Reis            | Berseba (jovem)          | Fase: A Escolha         |

### Cinema
| Ano  | Título                | Personagem               | Ref |
| ---- | --------------------- | ------------------------ | --- |
| 2024 | Dona Lurdes - O Filme | Brenda Barros dos Santos |     |

## Teatro
| Ano  | Título                           | Papel        |
| ---- | -------------------------------- | ------------ |
| 2019 | A Fada da Boa Sorte – Trevo      | Fada Popstar |
| 2018 | Musical para Conhecer os Beatles | Iasmim       |
| 2017 | A Princesa que só queria querer  | Princesa Red |

## Prêmios e indicações
| Ano         | Prêmio                    | Categoria                         | Nomeação        | Resultado | Ref.  |
| ----------- | ------------------------- | --------------------------------- | --------------- | --------- | ----- |
| 2018 e 2019 | Prêmio Extra de Televisão | Melhor Ator ou Atriz Mirim        | Espelho da Vida | Venceu    |       |
| 2021        | Prêmio Notícias de TV     | Melhor Atriz Mirim ou Adolescente | Gênesis         | Venceu    | [ 5 ] |